# Seán Patrick O'Malley
Seán Patrick O'Malley, född 29 juni 1944 i Lakewood i Ohio, är en amerikansk romersk-katolsk ärkebiskop och kardinal. O'Malley, som tillhör kapucinorden, är sedan 2003 ärkebiskop av Boston.

## Studier och prästvigning
Seán Patrick O'Malley är son till Theodore O’Malley och Mary Louise Reidy. Han växte upp i Herman, Pennsylvania. Vid 12 års ålder började han på St. Fidelis lägre läroverk i Butler, Pennsylvania, en internatskola för studenter som överväger att inträda i franciskanorden. O'Malley studerade där bland annat spanska, grekiska, tyska och hebreiska. Han var även aktiv i skolans teatergrupp.
Den 14 juli 1965, vid 21 års ålder, avlade O'Malley sina ordenslöften för kapucinorden och tog namnet Seán till aposteln Johannes ära. Efter sin diakonvigning tillbringade han en tid på Påskön utanför Chile. O’Malley prästvigdes den 29 augusti 1970 av biskop John Bernard McDowell i Pittsburgh.
Efter att ha avlagt examen vid St. Fidelis, påbörjade han studier vid Capuchin College i Washington DC och vid Catholic University of America, där han senare kom att undervisa. 1973 ombads han att sörja för latino-invånarna i Washington, där han grundade Centro Catolico Hispano, en spansk katolsk organisation som erbjöd pedagogisk, medicinsk och juridisk hjälp åt immigranter. O'Malley öppnade därtill en bokhandel för spanskspråkig litteratur och grundade en spansk nyhetstidning. 1978 utsågs han till generalvikarie för de portugisiska, spanska och haitiska grupperna i området.

## Biskop O’Malley
O'Malley utnämndes 1984 av påve Johannes Paulus II till hjälpbiskop i stiftet Saint Thomas på Amerikanska Jungfruöarna. Han biskopsvigdes den 2 augusti samma år av biskop Edward John Harper, vilken han året därpå efterträdde som ordinarie biskop av Saint Thomas. Som biskop arbetade O'Malley för de hemlösa samt öppnade ett hem för personer med AIDS.
1992 riktades det en rad anklagelser om sexuellt utnyttjande och våldtäkter mot minderåriga mot den katolske prästen James Porter som tidigare hade verkat i Massachusetts. O'Malley fick då i uppdrag att sköta denna pedofiliskandal och utnämndes till biskop av stiftet Fall River i Massachusetts. O'Malley utredde 101 stämningsansökningar och införde nolltolerans mot sexuella kränkningar. Han lade även grunden för den första mera omfattande policyn mot sexuella trakasserier.
Efter att ha tjänat som biskop av Fall River i tio år utsågs O'Malley till biskop av stiftet Palm Beach i Florida. Två av stiftets tidigare biskopar, Joseph Symons och dennes efterträdare Anthony O'Connell, erkände att de hade utnyttjat unga pojkar i sexuellt syfte. O'Malley stannade endast nio månader i Palm Beach och utnämndes den 1 juli 2003 till ärkebiskop av Boston. Hans företrädare Bernard Law hade avsagt sig ärkestolen efter stark kritik beträffande sitt agerande i sexskandalerna inom Katolska kyrkan. O'Malley installerades som ärkebiskop den 30 juli.

## Kardinal O’Malley
Den 24 mars 2006 utsåg påve Benedictus XVI ärkebiskop O'Malley och fjorton andra katolska prelater till kardinaler; O'Malley utnämndes till kardinalpräst med Santa Maria della Vittoria som titelkyrka. I egenskap av biskop har han valt ordspråket ”Quodcumque dixerit facite”, vilket är hämtat från Johannesevangeliet 2:5, där Jesu mor säger till tjänarna vid bröllopet i Kana: ”Gör det han säger åt er”. Marias ord ger prov på människans totala överlåtelse i Jesus Kristus. I maj 2006 utnämndes han även till ledamot av två kongregationer vid den romerska kurian.
Sedan den 19 september 2006 har O'Malley som förste, och hittills ende, kardinal en personlig blogg.

## Kuriosa
- I egenskap av kapucinbroder bär O'Malley till vardags sin ordensdräkt. Det enda som påminner om att han är kardinal är den röda zucchetton, kardinalsringen och pektoralkorset. Han bär sällan kardinalens traditionella röda kaftan.
- O’Malley är den ende kapucinen i kardinalskollegiet.[1]